# Sołodie
Sołodie, sołodzie – typ gleby należący do gleb słonych.
Sołodie powstają z przekształcenia sołońców lub sołonczaków w warunkach przemywnej gospodarki wodnej. W górnej części profilu jony sodu są wyparte z kompleksu sorpcyjnego gleby przez jony wodoru, co powoduje zakwaszenie tej części profilu i powstanie węglanu sodu. Następuje częściowy rozkład koloidów glebowych i niektórych glinokrzemianów, próchnica i drobne frakcje mineralne są wmywane w głąb profilu. 
Przemywanie gleby powoduje wykształcenie się dobrze widocznych poziomów genetycznych. Często spotykane w sołodiach oglejenie nasila proces różnicowania profilu oraz czasami nadaje im charakterystyczne sine barwy. Procesy te powodują, że profil sołodii przypomina z wyglądu glebę bielicową lub glejobielicową. 
Sołodie, mimo iż należą do gleb śródstrefowych i można je spotkać na całym świecie, najpowszechniejsze są w tajdze oraz strefie stepowej i leśno-stepowej Azji. Zazwyczaj są ubogie w próchnice i mało urodzajne.  Optymalne jest dla nich użytkowanie jako łąki lub pastwiska, lecz bywają one również wykorzystywane jako pola orne. Wymagają one wtedy głębokiej orki i intensywnego nawożenia. Ich małe kontury są również spotykane w małych zagłębieniach terenu (tzw. kołkach) gdzie są zazwyczaj porośnięte lasem.